# Una recerca
Una recerca és un quadre del pintor valencià Joaquim Sorolla realitzat en oli sobre llenç en 1897. Les seves dimensions són de 122 × 151 cm.
La pintura mostra l'interior del laboratori del neuròleg Lluís Simarro Lacabra, amic i metge de la família de Sorolla. Va ser presentada en l'Exposició Nacional de Belles arts de l'any 1897.
S'exposa en el Museu Sorolla, Madrid.